# Zhu Zaiyu
Zhu Zaiyu (ur. 1536 w okręgu Henei w prowincji Henan, zm. 19 maja 1611 tamże) – chiński uczony okresu dynastii Ming, zajmujący się głównie teorią muzyki.
Był potomkiem Hongxi, czwartego cesarza z dynastii Ming. Jego ojciec, Zhu Houhuan, był matematykiem i zajmował się reformą kalendarza, popadł jednak w niełaskę cesarską. Zaiyu na znak protestu w latach 1550–1569 mieszkał samotnie w lepiance, a po śmierci ojca w 1593 roku zrzekł się przysługującego mu dziedzicznego tytułu książęcego. Zajmował się teorią i historią muzyki, badając dawne instrumenty, melodie, tańce, obrzędy i pieśni. Plonem wieloletnich studiów był wydany w 1606 roku komplet dzieł pod wspólnym tytułem Yuelü quanshu (樂律全書) (zachowało się 21 z pierwotnych 28 lub 29 tomów). Po jego publikacji, w uznaniu zasług naukowych, przywrócono mu oficjalnie tytuł księcia.
W pracy Lülü jingyi (律呂精義) z 1596 roku, opierając się na własnych badaniach, opisał system stroju równomiernie temperowanego. Jego ustalenia w tej materii, radykalnie sprzeczne z tradycyjnymi normami muzyki chińskiej, nie wywarły jednak wówczas żadnego wpływu na praktykę wykonawczą.